# هارمونی‌های ورکمایستر
هارمونی‌های ورکمایستر (به مجاری: Werckmeister harmóniák) نهمین فیلم بلند بلا تار محصول سال ۲۰۰۰ بر اساس رمانی از لاسلو کراسناهورکایی به نام سودازدگی مقاومت (به مجاری: Az ellenállás melankóliája) به کارگردانی بلا تار و اگنش هرانیتسکی است.
این فیلم با برداشت‌های سیاه‌وسفید و متشکل از سی‌ونه برداشت آهسته، یانوش و دوست مسن‌تر او گئورگ را در دوران کمونیستی مجارستان نشان می‌دهد. همچنین فیلم سیاحت آن‌ها را میان شهروندان درمانده، در زمانی که یک سیرک تاریک به شهر می‌آید و کسوفی زندگی آن‌ها را فرا می‌گیرد.
هارمونی‌های ورکمایستر با استقبال گستردهٔ منتقدان مواجه شد و در بیشتر فهرست‌های آثار سینمایی شاخص قرن ۲۱ نامش برده شد.

## داستان
هارمونی‌های ورکمایستر قصه‌ای اعجاب‌انگیز دربارهٔ ناتوانی و استبداد است. در دورانی از بحران‌زدگی شدید در شهری کوچک سیرکی مرموز به همراه والی عظیم‌الجثه و نجیب‌زاده‌ای که به داشتن توانایی‌های عجیب مشهور است، به شهر می‌آید…

## بازیگران
- لارس رودولف در نقش یانوش والوشکا
- پیتر فیتز در نقش گئورگ استر
- هانا شیگولا در نقش تونده استر
- یانوش درژی در نقش مرد با پالتوی پشمی
- دوکو روسیچ در نقش مرد چکمه‌پوش
- تاماس ویچمان در نقش مرد با کلاه دریانوردی
- فرنک کلایی در نقش کارگردان

## تفسیر
شاید بتوان این فیلم را تمثیلی از پیامدهای جنگ جهانی دوم بر سیستم‌های سیاسی اروپای شرقی دانست که در قالب یک شعر سیاه و سفید سینمایی با ۳۹ برداشت بلند سروده شده‌است. این فیلم بی‌رحمی یک جامعه و سیستم‌های سیاسی و اخلاقی آن را از طریق استعارهٔ نهنگ سیرک غول‌پیکر و در حال فروپاشی و مجری ستارهٔ آن «شاهزاده» که سخنرانی‌های پرشوری برگزار می‌کند، بررسی می‌کند.

## استقبال
هارمونی‌های ورکمایستر تحسین بسیاری از منتقدان را دریافت کرد. این فیلم در متاکریتیک، میانگین وزنی امتیاز ۹۲/۱۰۰ را دریافت کرد (بر اساس هشت نقد)، که به معنای «تحسین جهانی» است. بر اساس ۳۹ نقد و بررسی، راتن تومیتوز میزان تأیید ۹۸ درصد و میانگین نمرهٔ ۸٫۵ از ۱۰ را گزارش می‌دهد.
لارنس ون گلدر از نیویورک تایمز این فیلم را «گریزان» می‌خواند و استدلال می‌کند که «علاقه‌مندان به فیلم را صدا می‌کند، کسانی که از پوچی فیلم‌های هالیوود شکایت دارند و مشتاق یک فیلم راجع به اندیشه و بحث و گفت‌وگو هستند.» دیوید استریت که در روزنامهٔ کریسچن ساینس مانیتور می‌نویسد، چهار ستارهٔ کامل به این فیلم اعطا کرده‌است، «تار می‌خواهد تخیل را برانگیزد و وجدان مخاطبش را بیدار کند، به جای آن که ما را با سرگرمی آسان منحرف کند.»
در گاردین، ریچارد ویلیامز، تار را با کارگردانان بزرگ مقایسه کرد و هارمونی‌های ورکمایستر را به عنوان «چشم‌اندازی تاریک از هرج و مرج و سرمایه‌داری» دریافت کرد. منتقد فیلم، راجر ایبرت فیلم را «بی‌نظیر و اصیل» توصیف کرد، و نوشت که «به اندازهٔ کارهای فردریک وایزمن احساس می‌کند شبیه سینما وریته است.» همچنین ادامه داد که در سال ۲۰۰۷ این فیلم را به مجموعهٔ «فیلم‌های بزرگ» خود اضافه کرده‌است.
در انستیتوی فیلم بریتانیا در نظرسنجی ده‌سالهٔ سایت اند ساوند، ۱۰ منتقد و ۵ کارگردان به هارمونی‌های ورکمایستر به عنوان ۱۰ فیلم محبوب خود رای دادند. و در رتبهٔ ۱۷۱ نظرسنجی منتقدان و ۱۳۲ نظرسنجی کارگردان‌ها قرار گرفت. با توجه به وب‌سایت «They Shoot Pictures, Don't They» که از نظر آماری بیشترین استقبال از فیلم‌ها را محاسبه می‌کند، این فیلم بیست‌ویکمین فیلم تحسین‌شدهٔ سال ۲۰۰۰ است.
در نظرسنجی سال ۲۰۱۶ بی‌بی‌سی این فیلم به عنوان یکی از صد فیلم برتر از سال ۲۰۰۰ تا آن زمان انتخاب شد (رتبهٔ پنجاه و ششم).